# Oskar Viktorovitsj Stark

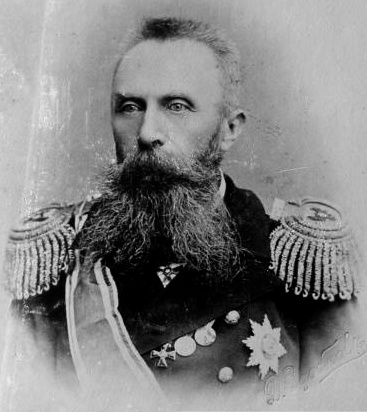
Oskar Viktorovitsj Stark

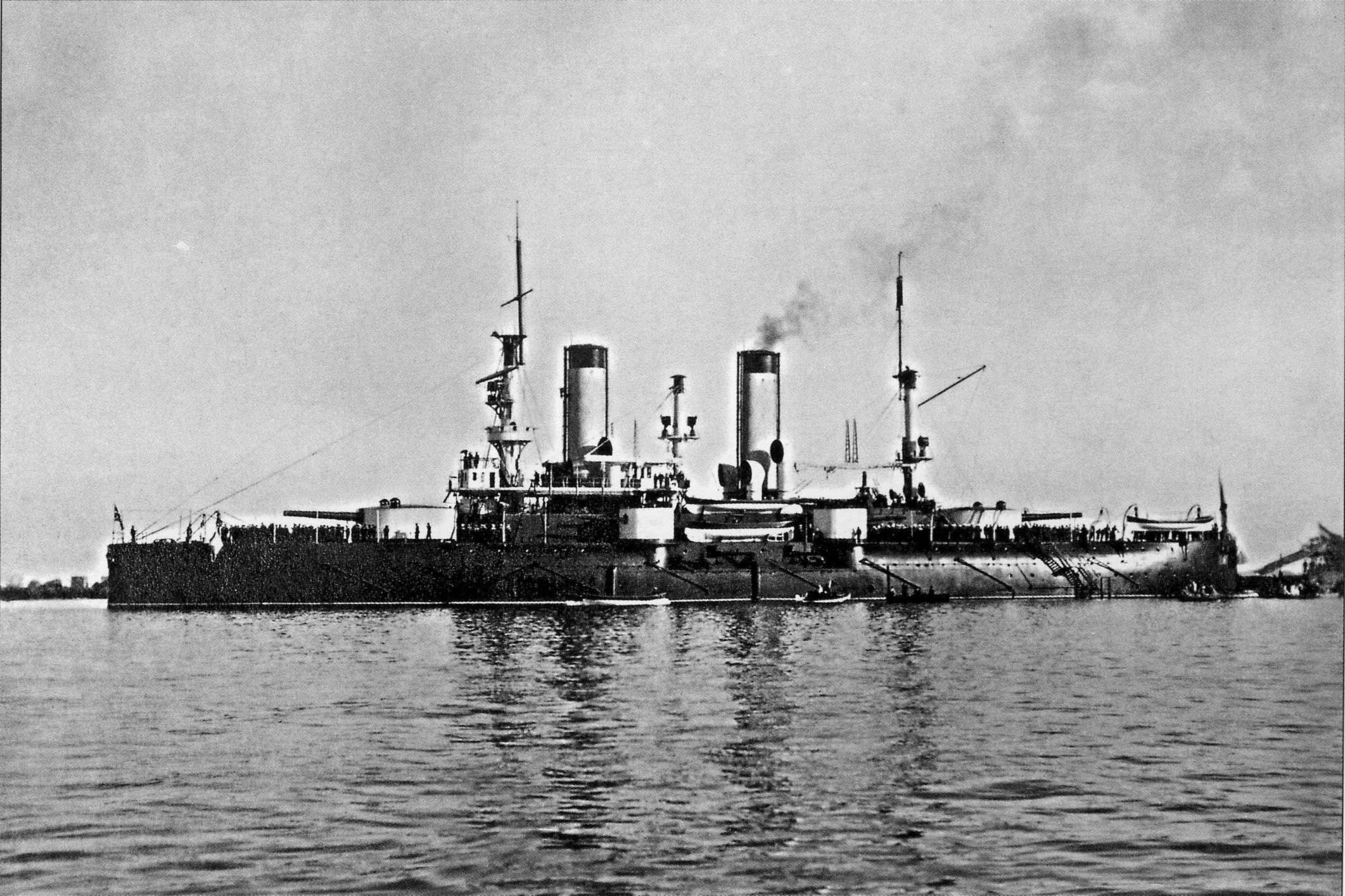
De Petropavlovsk

Oskar Viktorovitsj Stark (Russisch: Оскар Викторович Старк)  (Helsinki, grootvorstendom Finland, 16 augustus 1846 — aldaar, 13 november 1928) was een Russisch admiraal.

## Beginjaren
Stark studeerde in 1864 af aan het Russisch Zeekadettenkorps. Hij begon van 1874 tot 1877 als commandant van het fregat Vostok met expedities om de arctische en pacifische kust van Siberië in kaart te brengen.
Tijdens de Russisch-Turkse Oorlog voerde hij het bevel over verschillende kanonneerboten waaronder de Sivoetsj en de Pervenets. Van 1891 tot 1892 was hij kapitein van de pantserkruiser Vladimir Monomach. Van 11 april 1898 tot 7 oktober 1902 diende hij op de Russische pacifische vloot. Op 6 december 1902 werd hij vice-admiraal. De onderkoning voor het Verre Oosten Jevgeni Ivanovitsj Aleksejev benoemde Stark tot commandant van de marinebasis Port Arthur van 1 mei  1898 tot 7 oktober 1902. Op 7 februari 1902 werd hij tegelijk bevelhebber van de Russische Pacifische Vloot.

## Zondebok voor Port Arthur
Bij het begin van de Russisch-Japanse Oorlog viel de Japanse Keizerlijke Marine de Russische vloot aan te Port Arthur. Op dat moment hield Stark op het dek van zijn vlaggenschip Petropavlovsk een verjaardagsfeest voor zijn vrouw. Toen kanonschoten weerklonken, dachten de genodigden dat die bij het feest hoorden en applaudisseerden ze. Aleksejev was aan het dansen met de jarige vrouw van Stark. Het orkest speelde voort. 
Stark kreeg kritiek en tsaar Nicolaas II van Rusland onthief Start op 24 februari 1904 uit zijn functie en verving hem door Stepan Makarov die op 8 maart 1904 aankwam.
Stark kreeg wel de Orde van Sint-Vladimir en werd teruggeroepen voor een staffunctie bij de Zwarte Zeevloot.
Na de oorlog kreeg Stark in 1908 ontslag uit de marine en ging hij in zaken. Hij werd voorzitter van de raad van Oboechoevski staalfabrieken en machinebouw en de Izhorskije Zavodij, twee fabrieken die gelegen zijn in Kolpino en die leverden aan de marine.

## Eerste Wereldoorlog en Revolutie
Bij het begin van de Eerste Wereldoorlog werd Stark opnieuw onder de wapens geroepen. Hij moest naar Vladivostok om er het Russisch Siberisch Eskader te bevelen, de restanten van de verslagen Russische Pacifische Vloot. Hij kon de haven openhouden, maar belangrijke militaire voorraden stapelden zich op langs de kade omdat er zo weinig treinen reden langs de Trans-Siberische spoorlijn vanwege de barre Siberische winter. Na de Russische Revolutie bezetten de westerse mogendheden Vladivostok als deel van hun Siberische Interventie opdat die militaire goederen niet in handen van de bolsjevieken zouden vallen. Stark ging bij de Witten en bleef te Vladivostok gedurende de Russische Burgeroorlog.

## Omzwerving
Toen de bolsjevieken in oktober 1922 gingen winnen, voer Stark met 30 nauwelijks zeewaardige schepen van het Russisch Siberisch Eskader en 9000 vluchtelingen naar Wonsan in Korea. Hij liet 18 defecte schepen en driekwart van de vluchtelingen te Korea achter onder de hoede van het Japanse Rode Kruis. De rest van zijn vloot trotseerde een tyfoon waarin de torpedobootjager Dydymov en transportschip Asia met man en muis vergingen. Stark kwam te Shanghai aan met tien schepen en 3000 vluchtelingen. De Chinese regering weigerde hem aan te meren en gebood hem om binnen de 48 uur de Chinese wateren te verlaten, zo niet zouden ze hem aanvallen. Stark zette alle burgers aan land te Shanghai waaronder de generaal van het witte leger Michail Dieterichs en hij voer naar de Baai van Manilla. Daar veilde hij de resten van zijn vloot ten voordele van de vluchtelingen. Op 15 januari 1923 streek hij voor het laatst de Russische vlag. Hij ging in ballingschap naar Helsinki in Finland.